# HPE 힐리온

로고

HPE 힐리온(HPE Helion)은 휴렛 팩커드의 엔터프라이즈 클라우드 컴퓨팅용 오픈 소스 소프트웨어 및 통합 시스템 포트폴리오였다. 2014년 5월 HPE 클라우드에서 발표했다. HPE 힐리온은 3억 달러 미만에서 2016년까지 30억 달러 이상으로 성장했다. HP는 2016년 1월 31일에 퍼블릭 클라우드 사업을 종료했다. HP는 하이브리드 클라우드 및 기타 제품을 보유하고 있지만 힐리온 퍼블릭 클라우드 제품은 폐쇄되었다.
HPE 힐리온은 오픈스택 및 클라우드 파운드리를 포함한 오픈 소스 기술을 기반으로 했다.

## 제품
- HPE Helion OpenStack은 2014년 10월 출시된 OpenStack 클라우드 컴퓨팅 프로젝트 기반 제품이다.[4][5] HPE가 후원하는 클라우드 서비스 카탈로그 Cloud28+는 2014년 출시 당시 HPE Helion OpenStack으로 구축된 소프트웨어만을 제공했다.[6]
- HPE Helion Stackato는 HPE가 2015년 7월 인수한 Cloud Foundry 기반의 PaaS(Platform as a Service)이다.[7] Helion Stackato는 OpenStack, AWS, VMWare, Azure에서 사용할 수 있다.
- CloudSystem 10은 2016년 9월에 출시되었다.[8]
- HPE Helion Eucalyptus는 HPE가 2015년 3월 출시한 오픈 소스 Eucalyptus 소프트웨어를 기반으로 하는 클라우드 환경 구축을 위한 아마존 웹 서비스(AWS) 호환 플랫폼이다.[9] 이를 통해 워크로드 수정 없이 AWS 애플리케이션을 온프레미스로 이동할 수 있다.